# يان كامبرلاند
يان كامبرلاند (بالإنجليزية: Ian Cumberland)‏ هو رسام أيرلندي، ولد في 16 مارس 1983 في Banbridge ‏ في المملكة المتحدة.